# The Post (ЮАР)
The Post — южноафриканская газета на английском языке со штаб-квартирой в Дурбане. Газета принадлежит медиакомпании Independent News and Media и регулярно выходит с конца 1950-х годов. Читательская аудитория одного номера газеты составляет около 340 000 человек, а разовый тираж — около 50 000 экземпляров. Основной аудиторией газеты является индийская община Дурбана и провинции Квазулу-Натал. Газета уделяет большое внимание освещению темы индуизма в ЮАР. Главный редактор газеты — Бриджлал Рамгутхи.